# Гернсбах
Гернсбах (нем. Gernsbach) — город в Германии, в земле Баден-Вюртемберг. Расположен на реке Мург.
Подчинён административному округу Карлсруэ. Входит в состав района Раштатт.  Население составляет 14 289 человек (на 31 декабря 2010 года). Занимает площадь 82,09 км². Официальный код  —  08 2 16 017.

## Фотографии

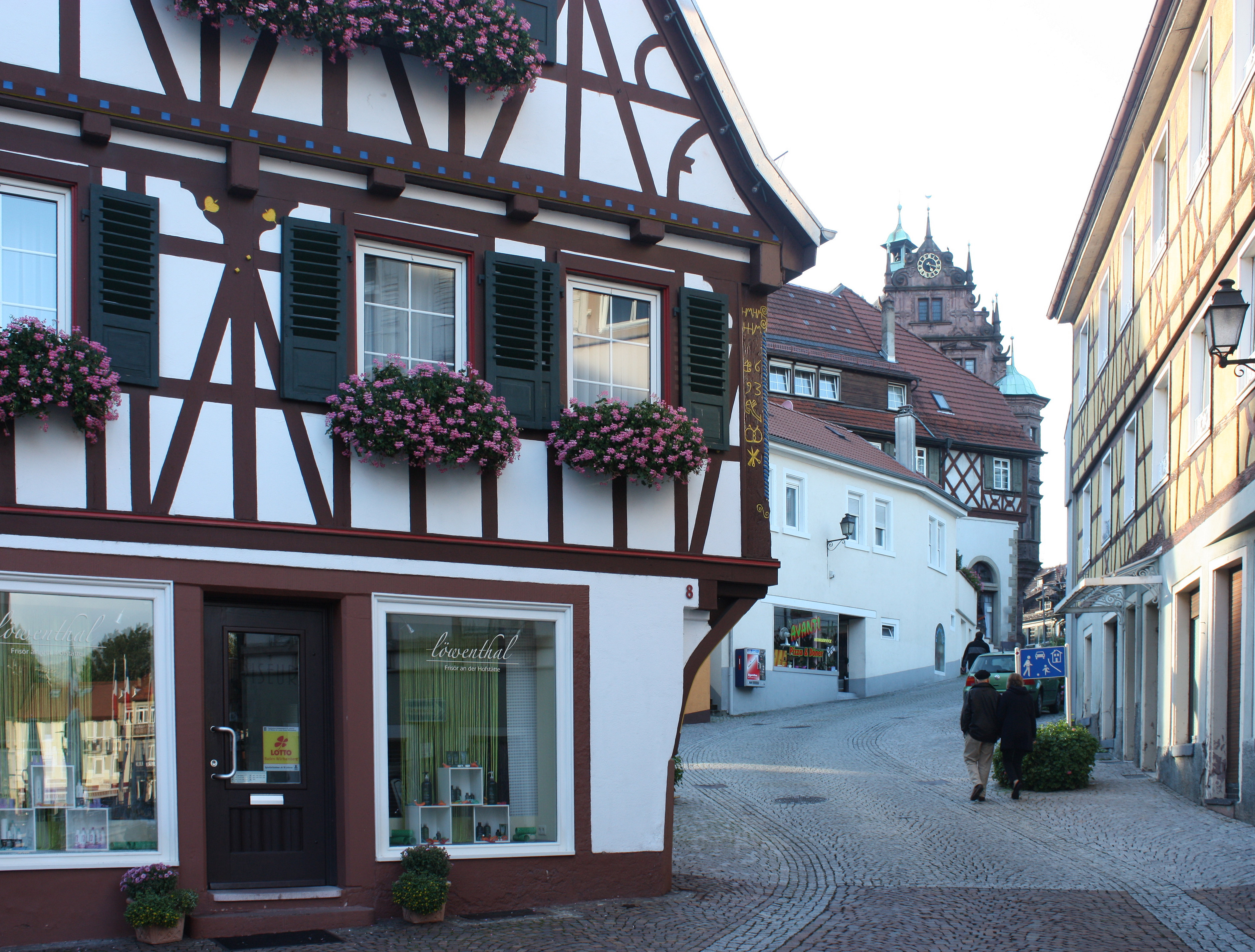
Хауптштрассе
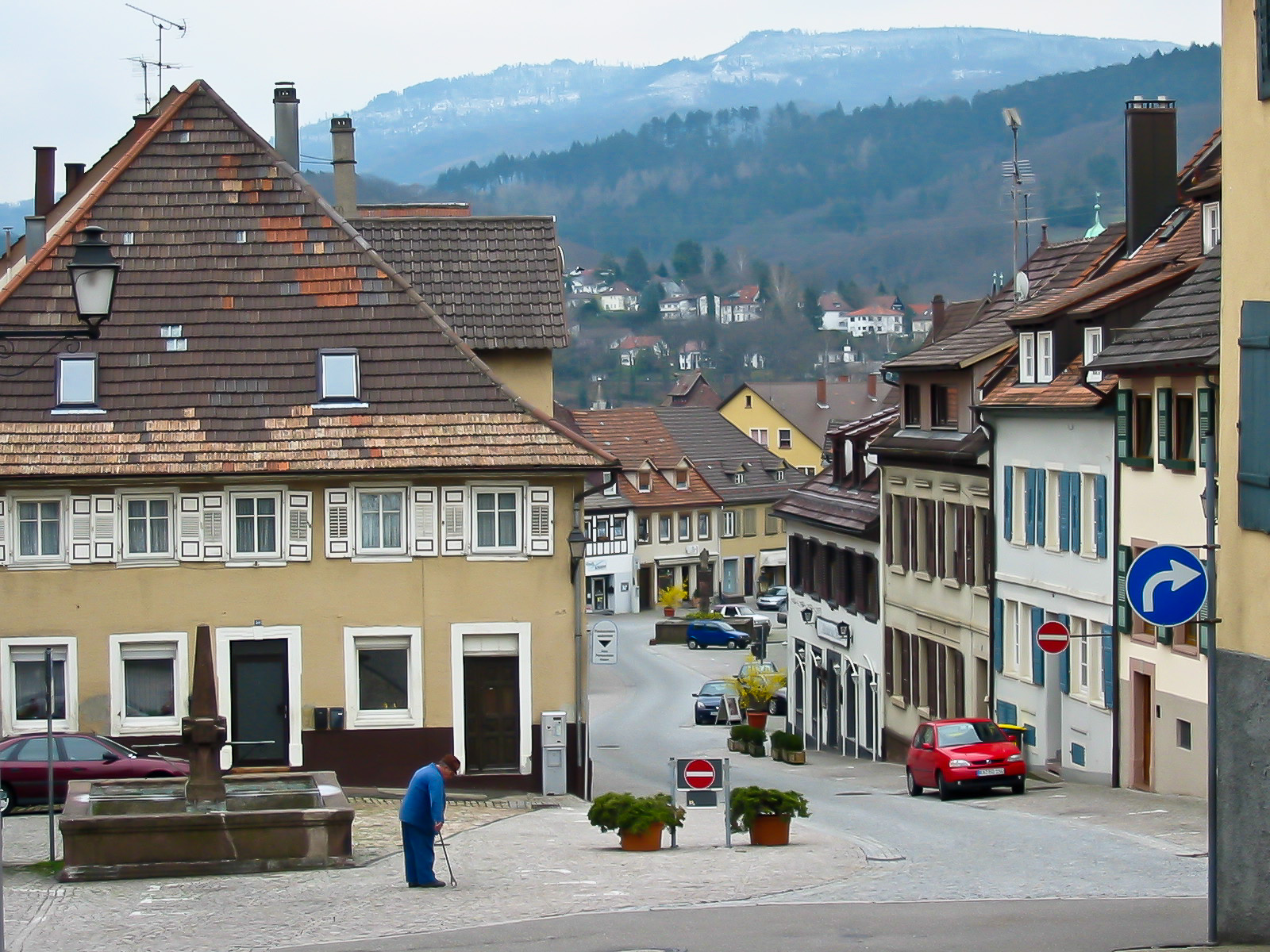
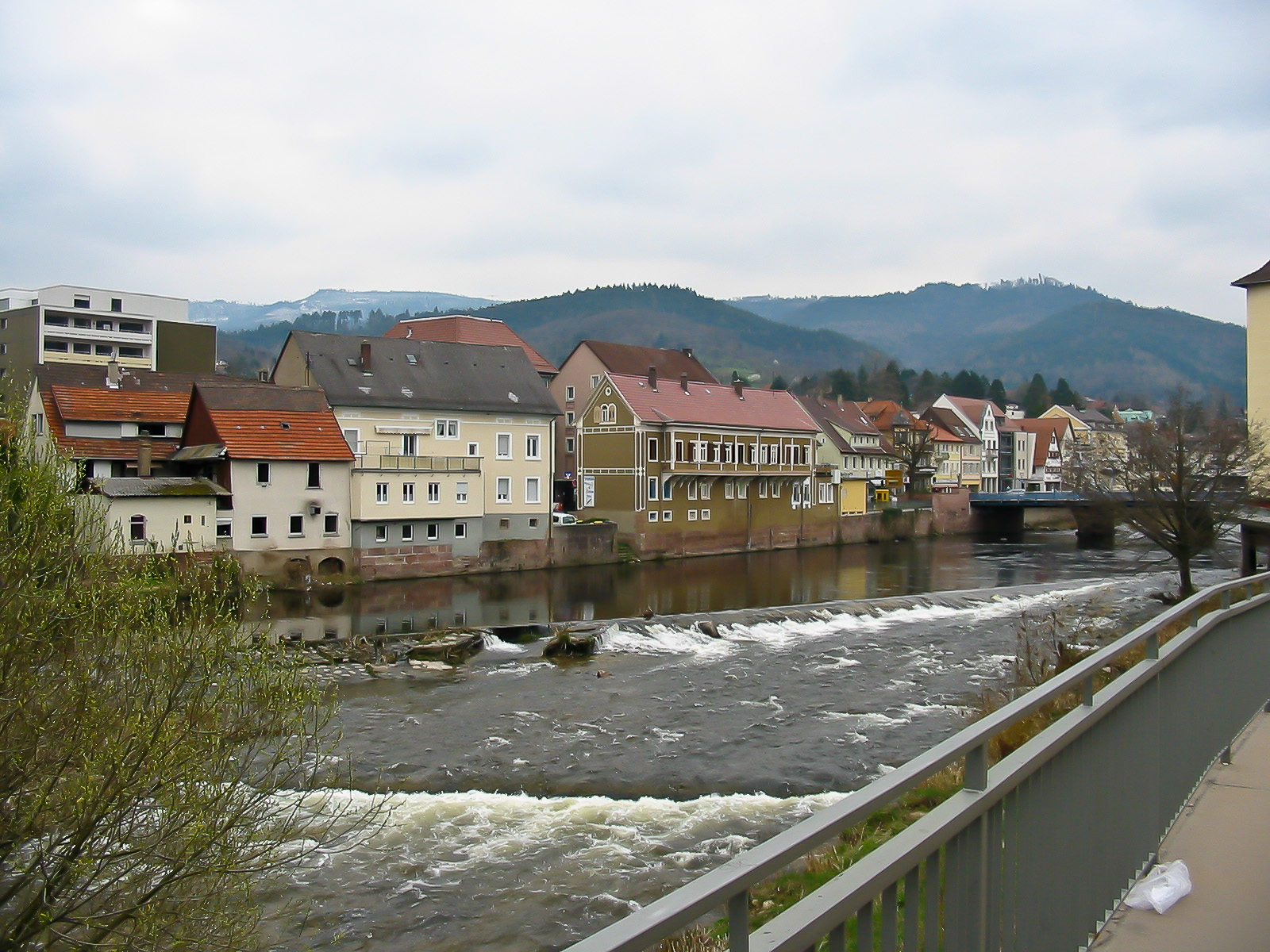
Пороги на Мурге
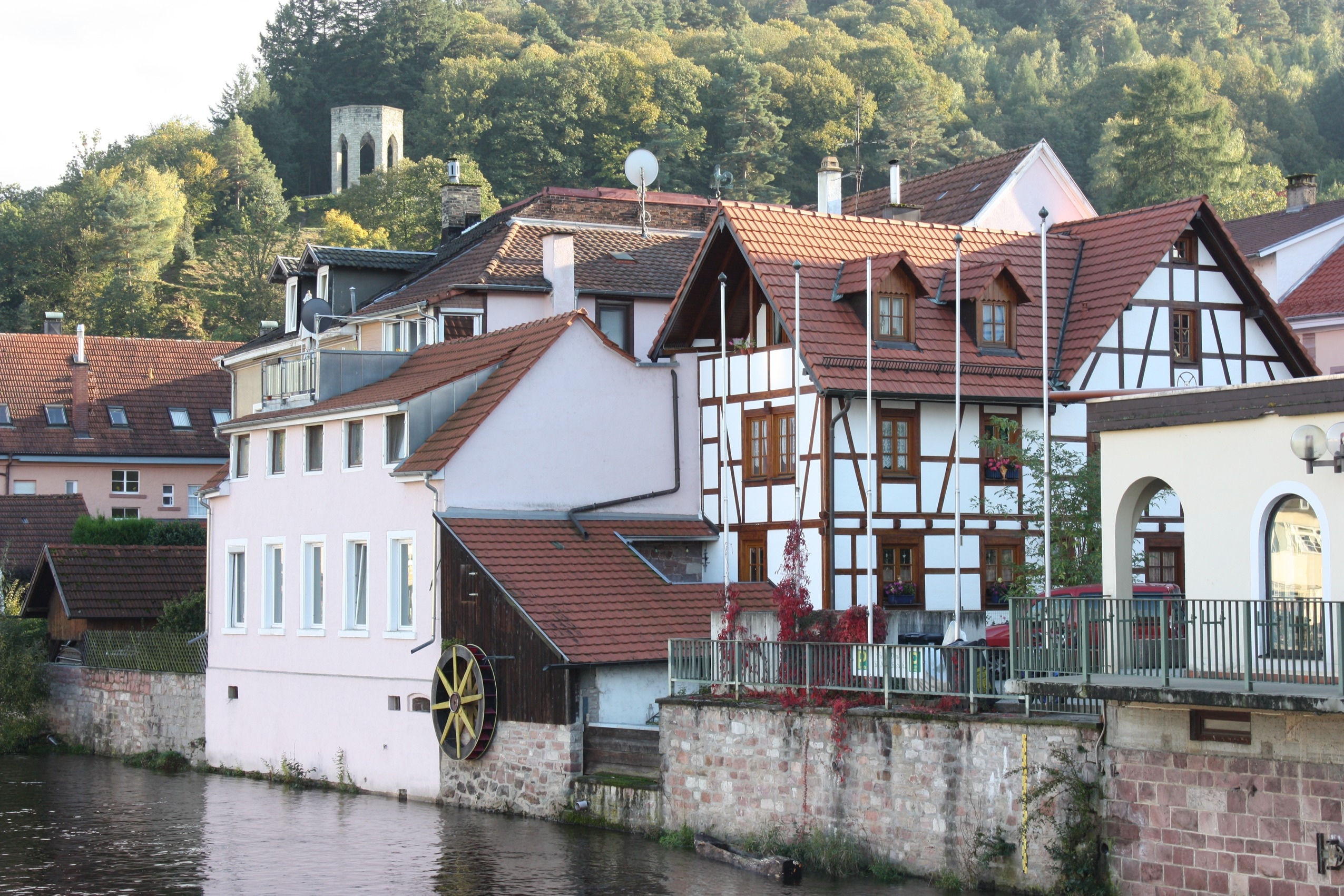
Дом на Мурге, бывшая мельница
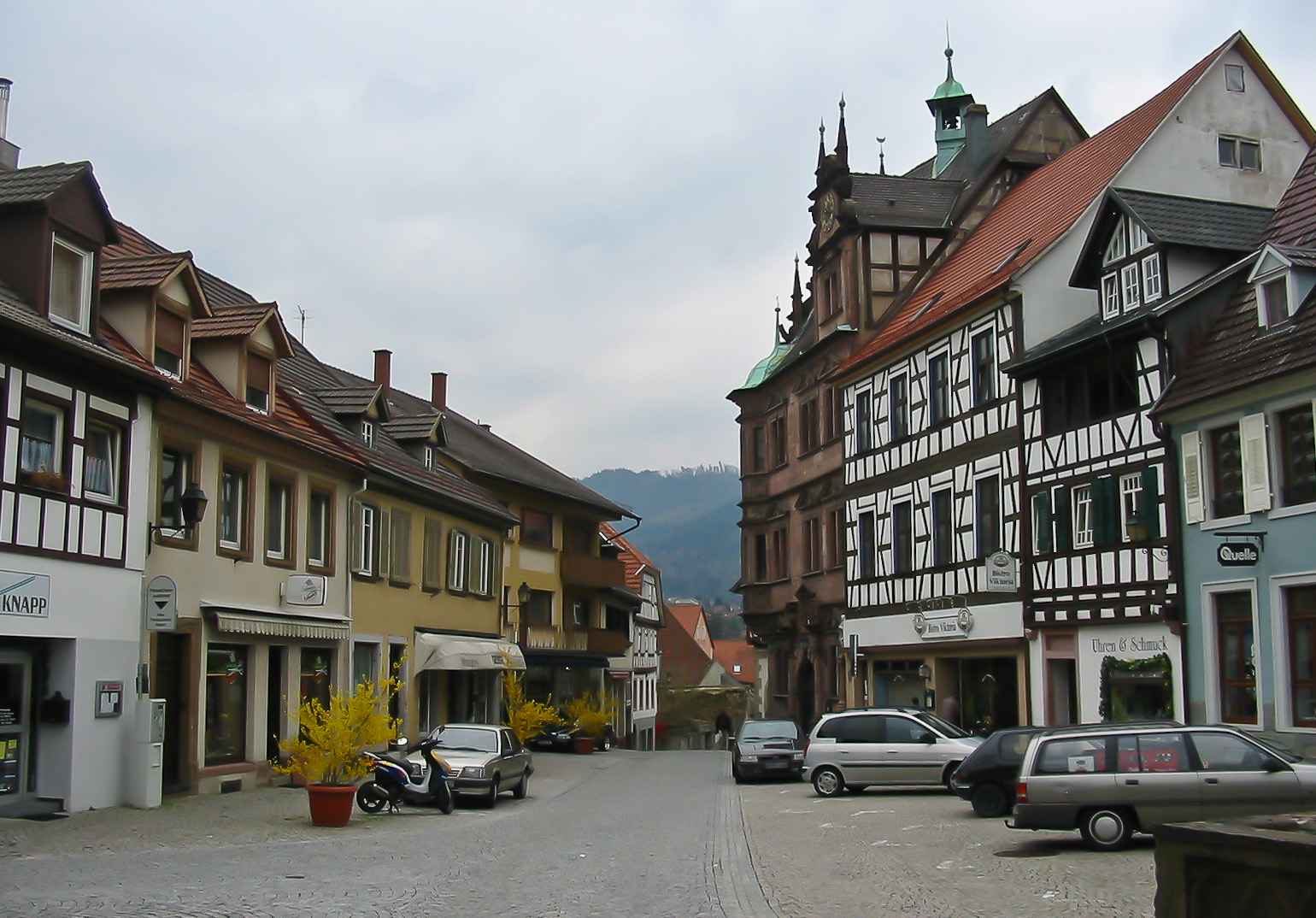
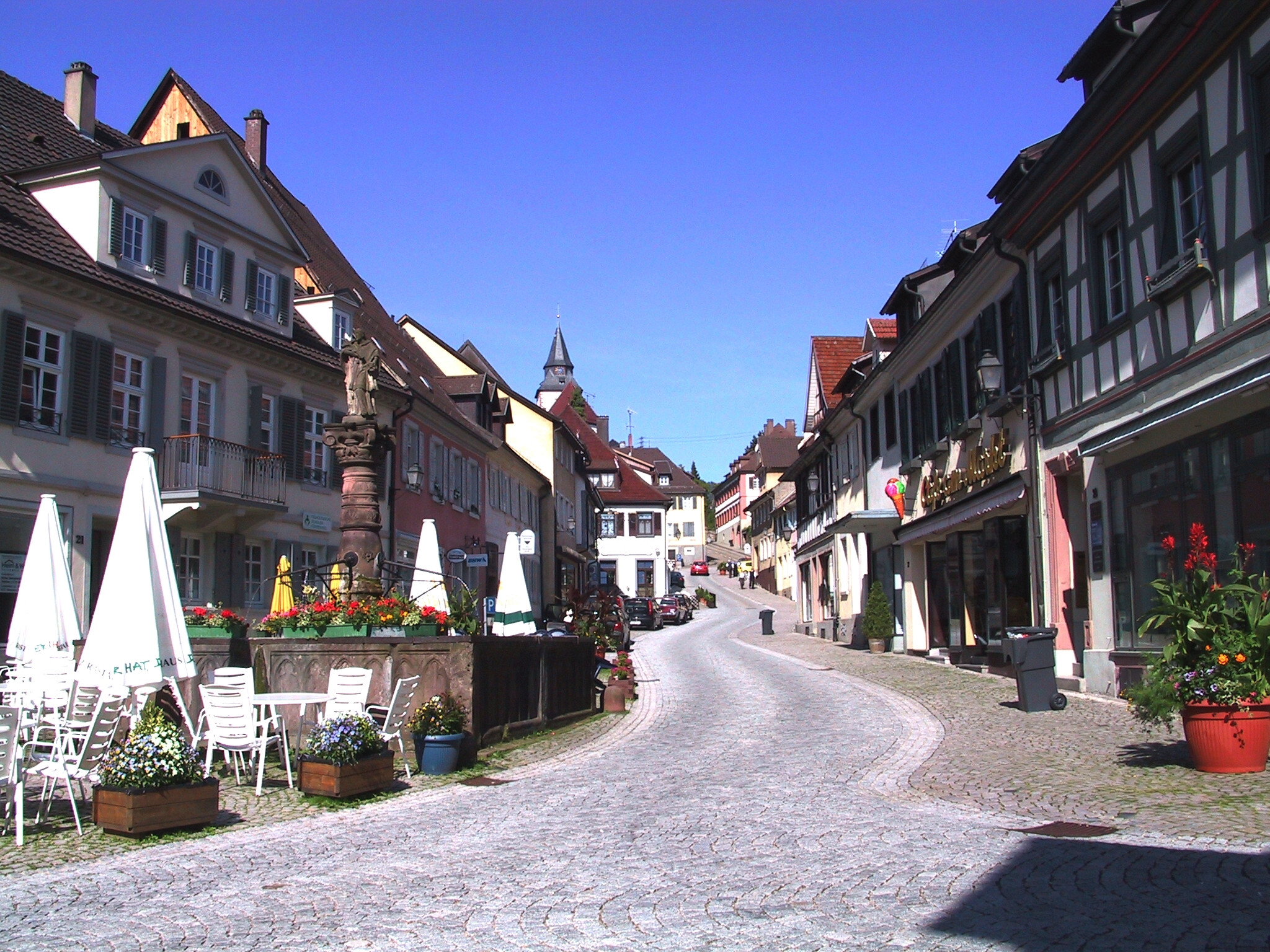
Рыночная площадь
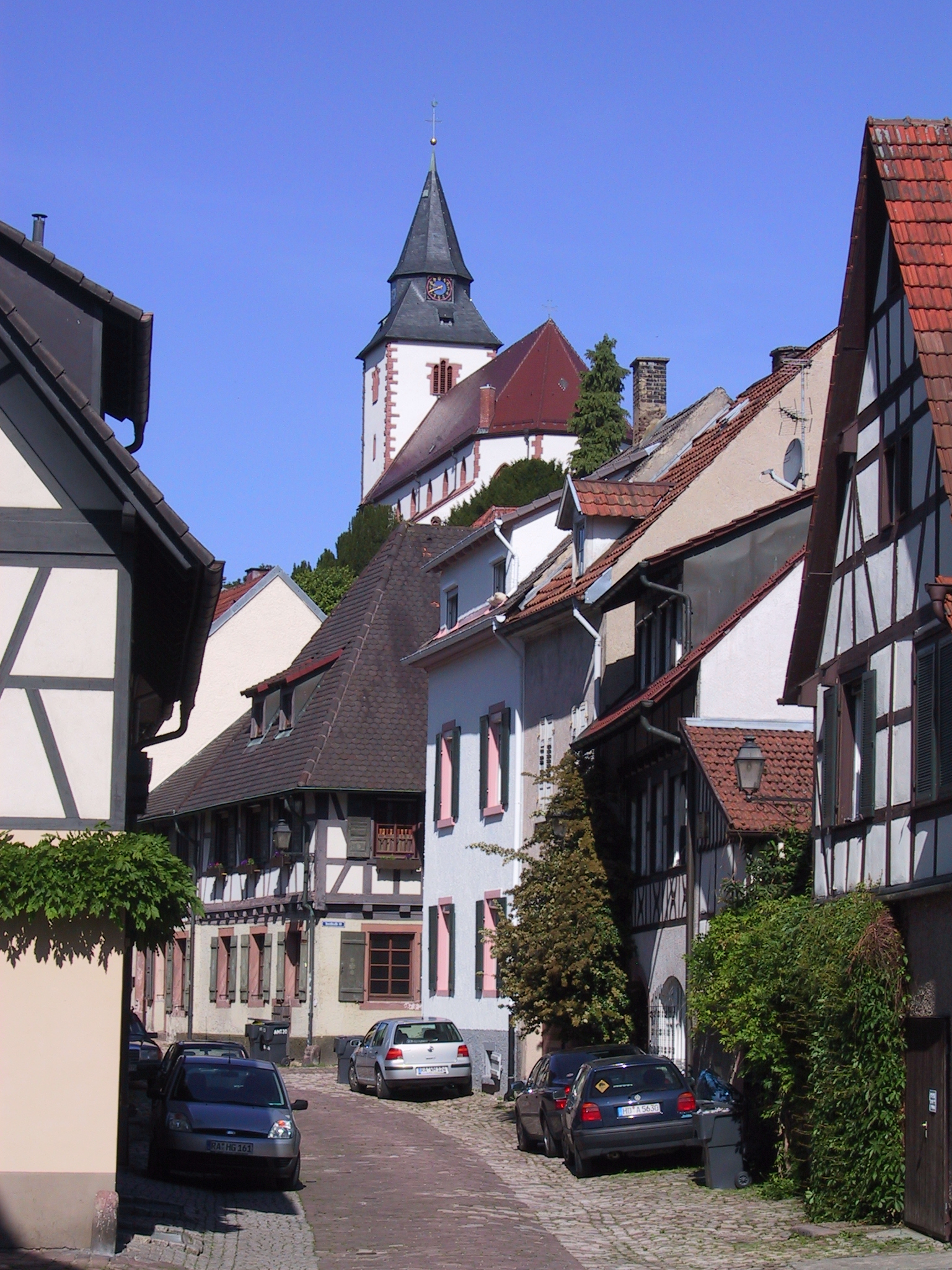
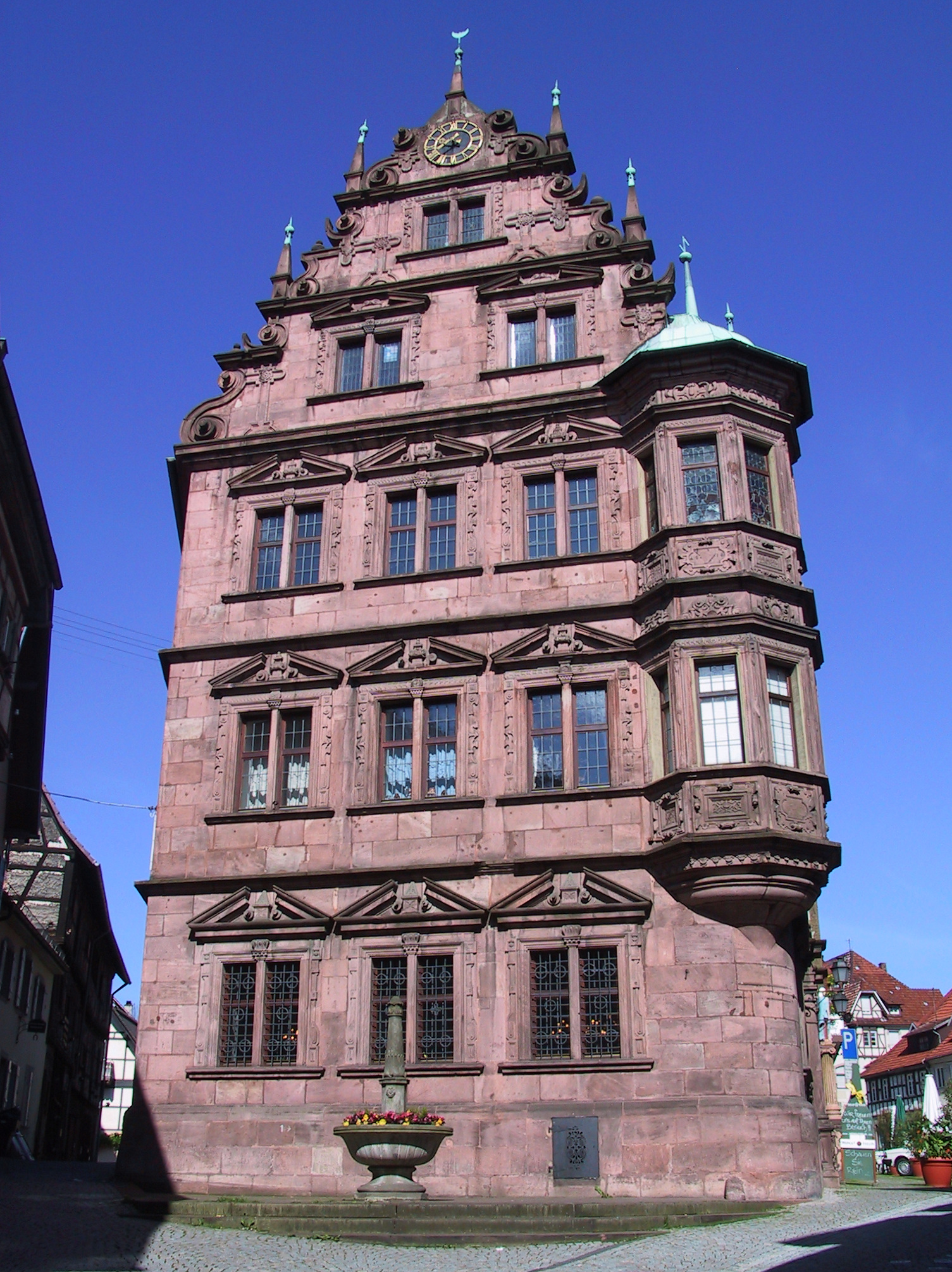
Ратуша
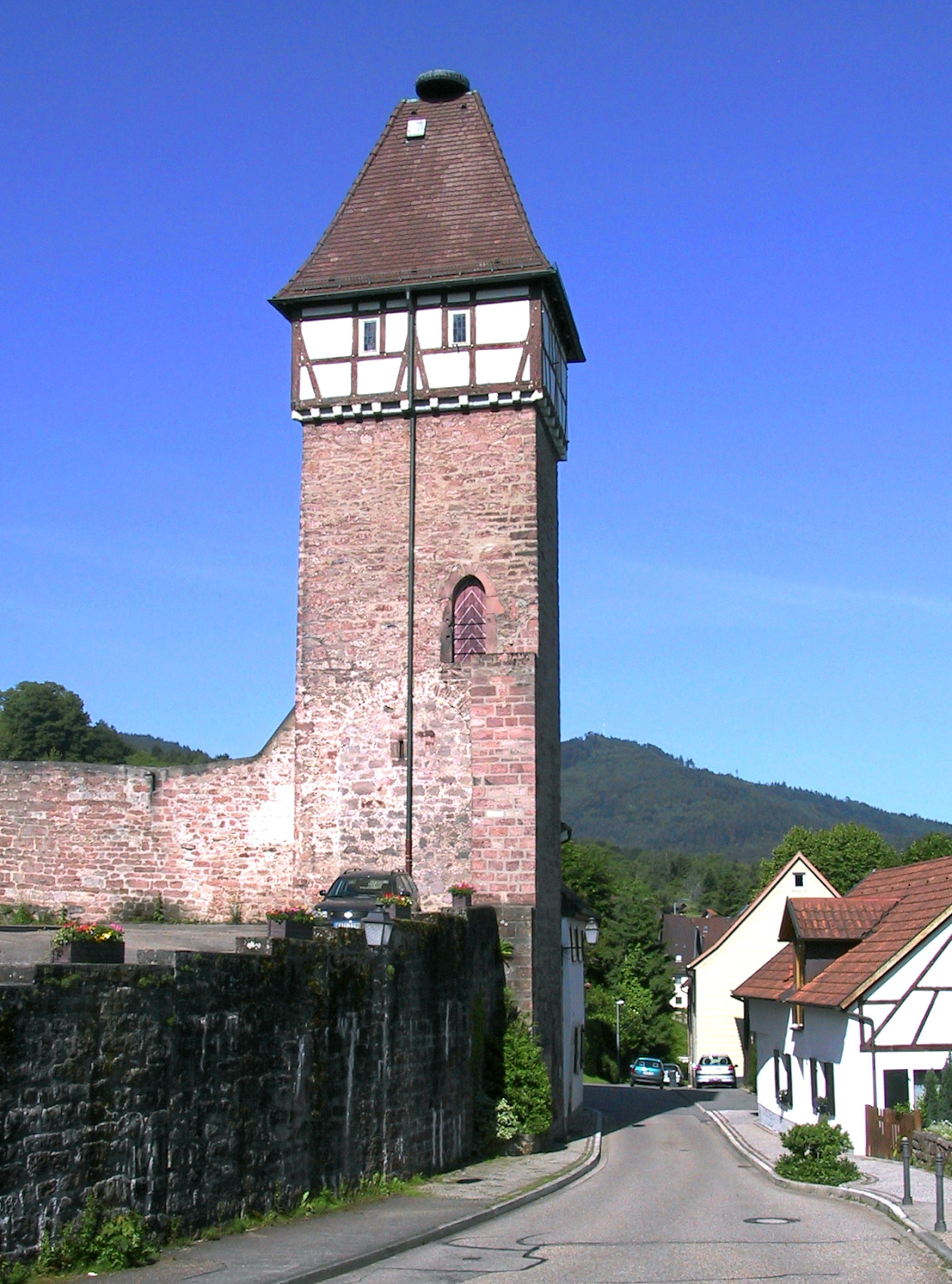
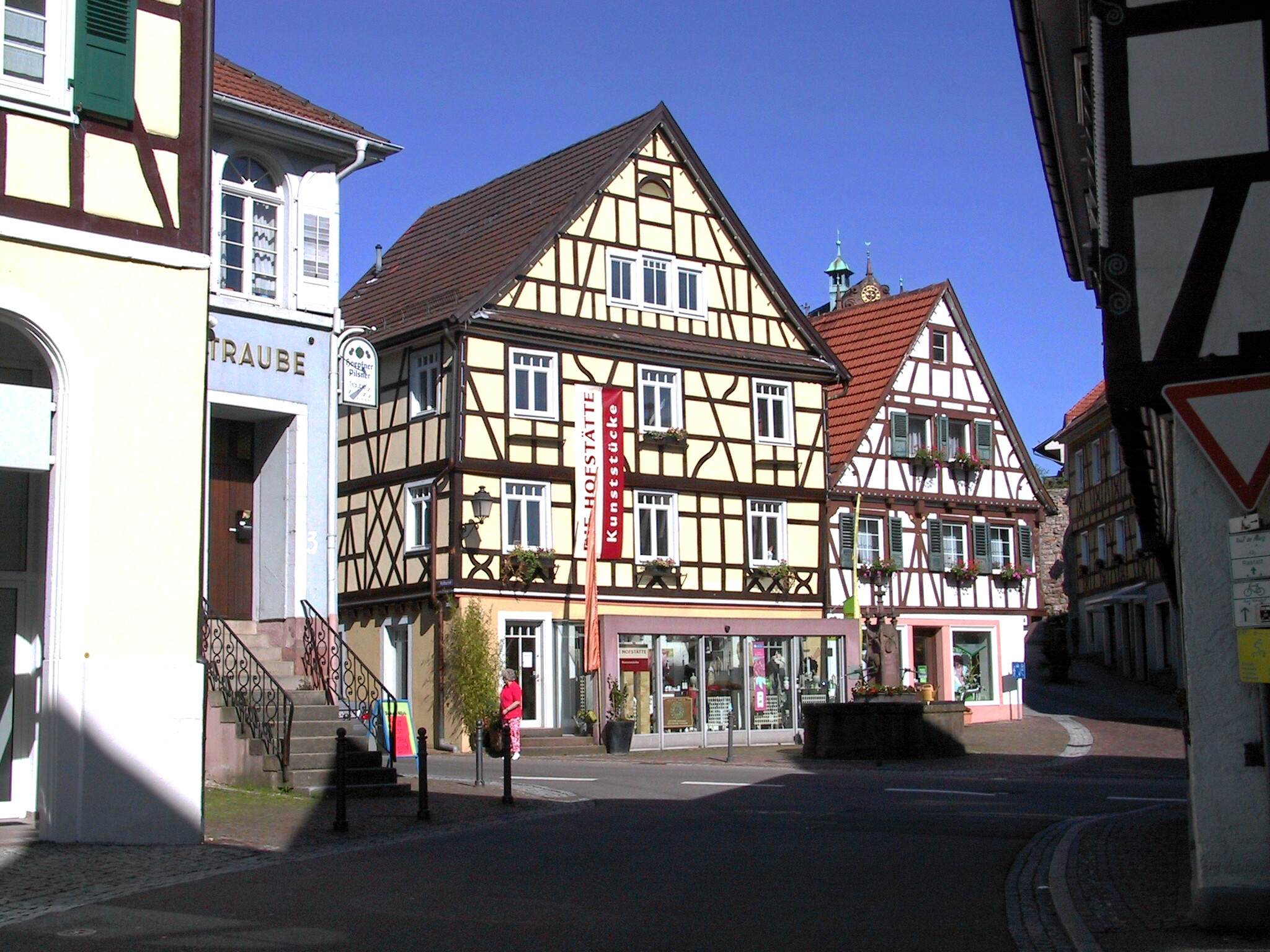
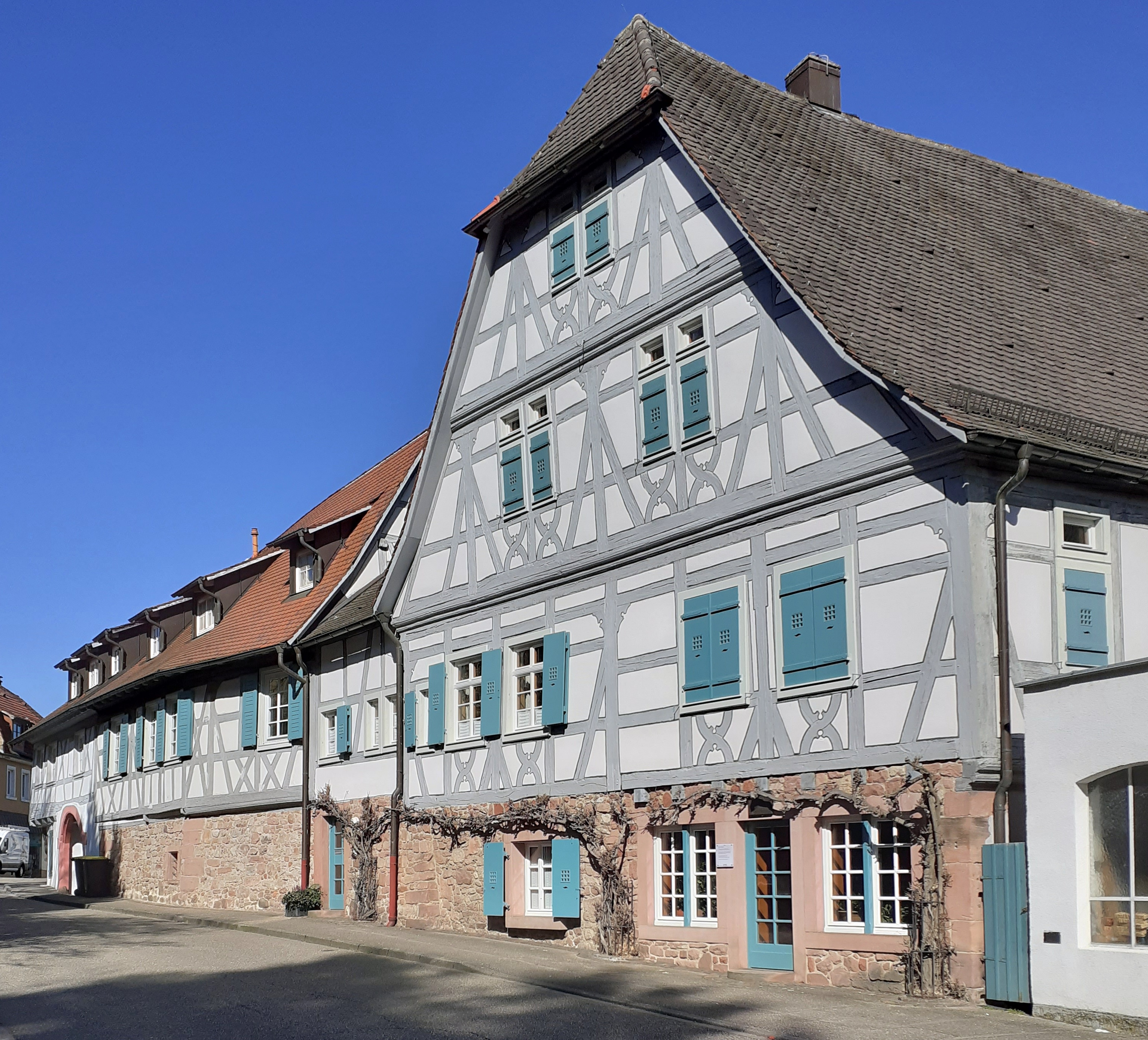
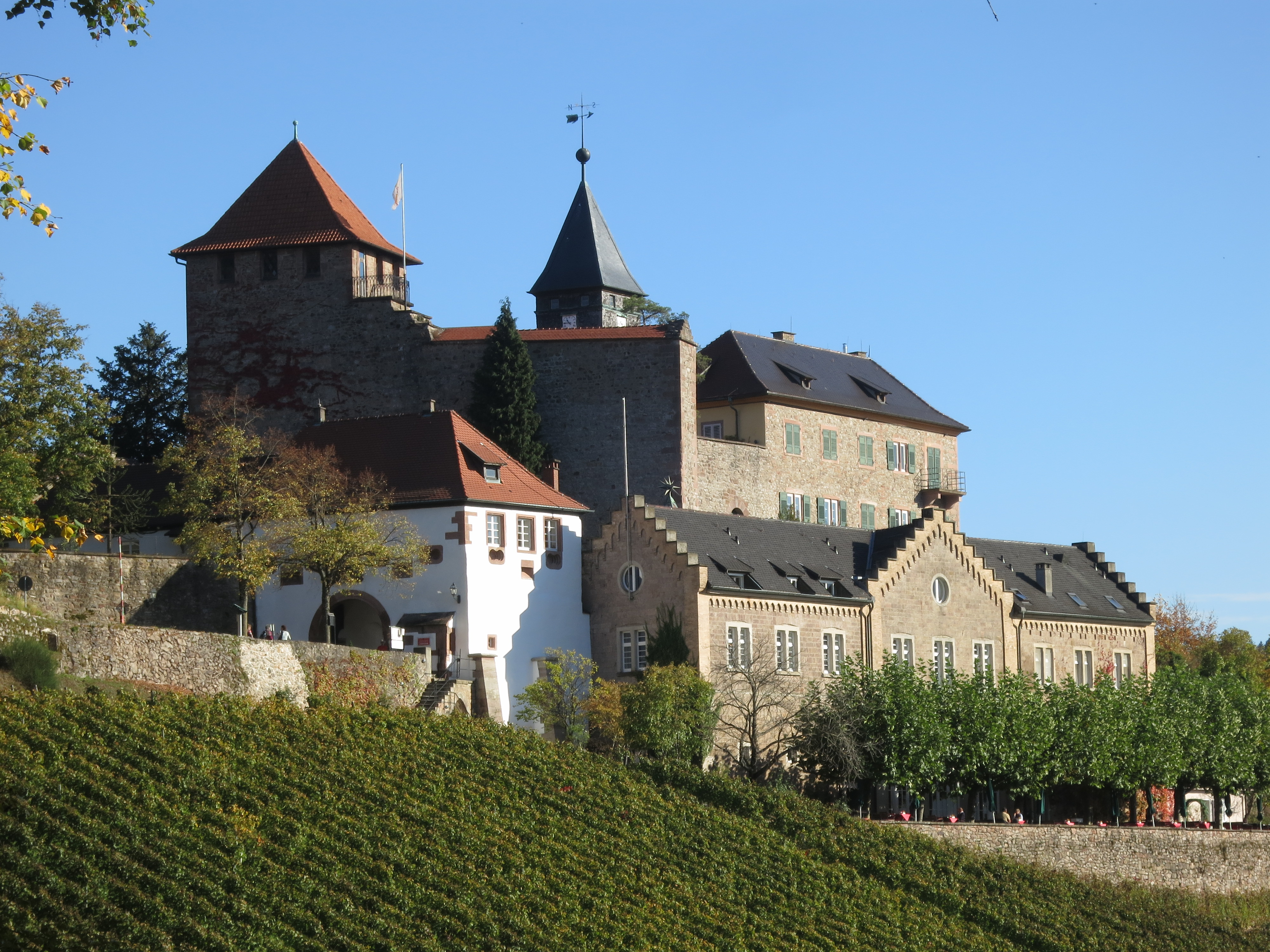
Замок Эберштайн